# Praça de Tian'anmen
A Praça de Tian'anmen (chinês simplificado: 天安门广场, chinês tradicional: 天安門廣場, pinyin: Tiān'ānmén Guǎngchǎng, Porta da Paz Celestial), em Pequim, foi construída e idealizada dentro do plano urbanístico da capital realizado depois de 1949, sendo o símbolo da Nova China. Com sua construção se pretendeu criar uma grande esplanada na qual se desenvolveram massivos atos de adesão política, cuja tradição foi inexistente na China, ao estilo dos que se realizavam na Praça Vermelha de Moscou na União Soviética.
A praça Tian'anmen é a terceira maior praça do mundo, com 880 metros de norte a sul e 500 metros de leste a oeste, com uma área total de 440.000 metros quadrados.
Localização: 39° 54' 10" N 116° 23' 30" E

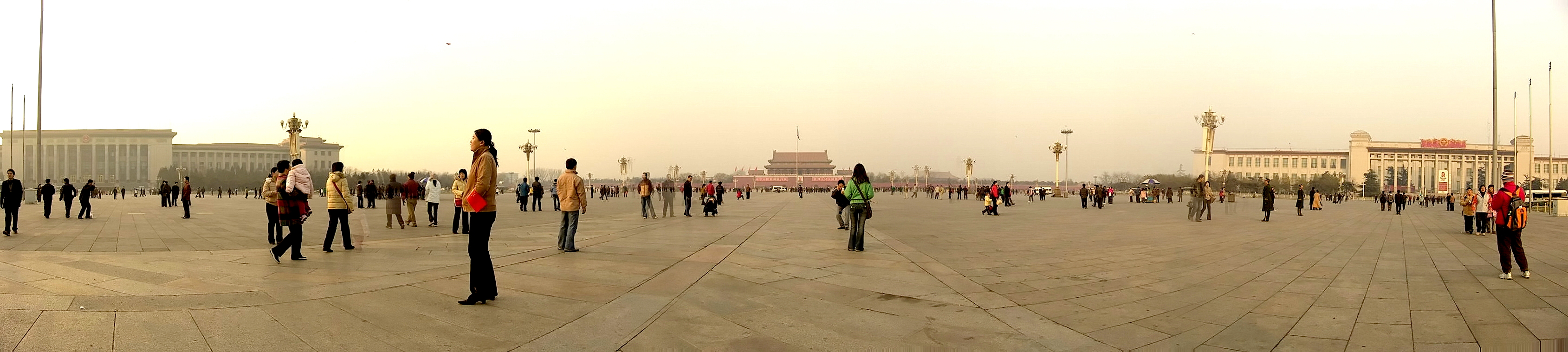
Vista Panorâmica

A praça está construida seguindo o eixo sul-norte da Cidade Proibida. No centro há um obelisco de pedra, o Monumento aos Heróis do Povo, de 38 m de altura, e um registro realizada pelo presidente Mao Zedong na qual se lê: Os heróis do povo são imortais.

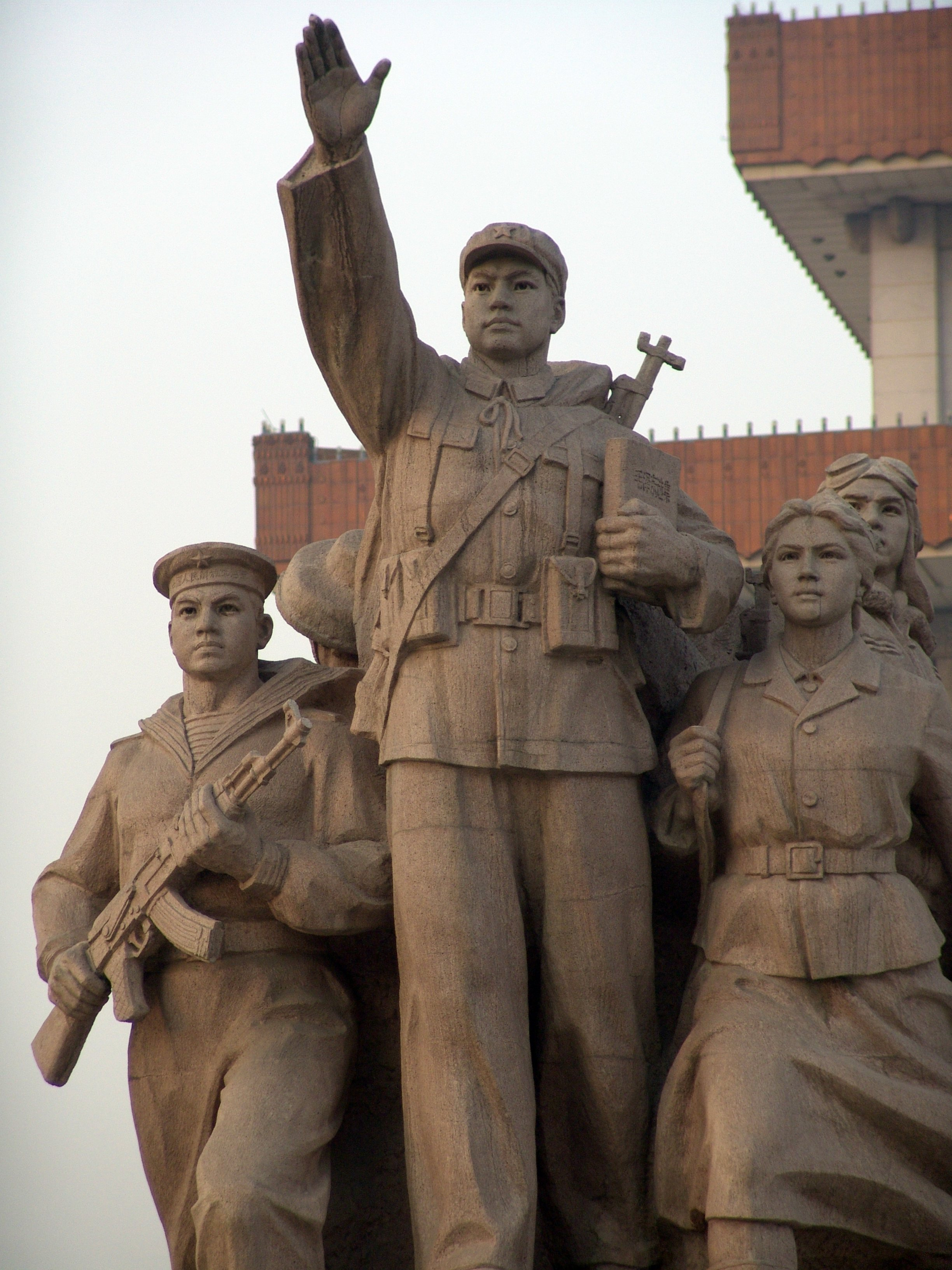
Monumento no Mausoléo de Mao

A esquerda e a direita foram construidos dois importantes edifícios, de estilo soviético. Um deles é a Assembléia Nacional, e o outro é o Museu Nacional de História e da Revolucão. Na praça também se encontra o Mausoléo de Mao Zedong, precedido em suas duas frentes por grupos escultóricos de camponeses, soldados, obreiros e estudantes.
A praça foi o palco da Revolta da Praça de Tian'anmen em 1989.